# ルイーズ・ホイットフィールド・カーネギー
ルイーズ・ホイットフィールド・カーネギー（Louise Whitfield Carnegie、1857年3月7日 - 1946年6月24日）は、実業家・慈善家のアンドリュー・カーネギーの妻である。

## 生涯
ルイーズ・ホイットフィールドは、1857年3月7日にニューヨーク市マンハッタンのチェルシー地区で生まれた。父はジョン・D・ホイットフィールド、母はファニー・デイヴィスで、いずれも1600年代にイングランドから移住した移民の子孫である。

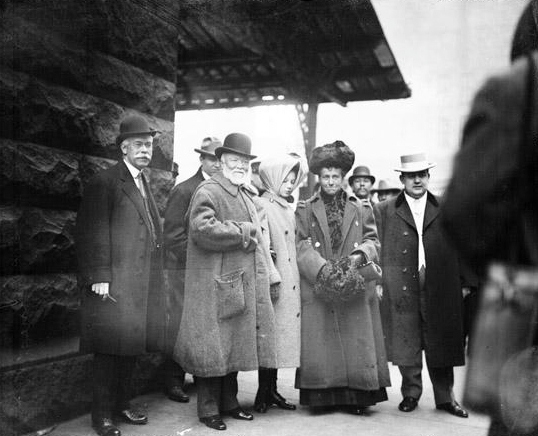
左から2人目から、夫のアンドリュー、娘のマーガレット、ルイーズ

23歳の時、ルイーズはアンドリュー・カーネギーと出会った。当時アンドリューは45歳で、父よりも歳上だった。1887年4月22日、30歳のルイーズは51歳のアンドリューと結婚した。結婚式はルイーズの家で内輪だけで行われ、ルイーズの両親が所属していたニューヨーク第四同仁教会の牧師が司式した。結婚の際、夫はルイーズに51丁目西4番地にある家（以前はコリス・ハンチントンが保有していた）を譲渡し、毎年2万ドル（現在の物価換算で約60万ドル）を渡すことを提案したが、ルイーズはそれを固辞し、アンドリューの財産に対する全ての請求権を放棄する婚前契約に署名した。アンドリューはその代わりに、年間2万ドルの収入に相当する株式や債権をルイーズに渡した。
その10年後の1897年、40歳の時に、夫妻の唯一の子供であるマーガレットを生んだ。
ルイーズは1946年6月24日にマンハッタンにおいて89歳で死去した。遺体はスリーピー・ホロウ墓地に埋葬された。

## 慈善活動
ルイーズは亡くなるまでニューヨーク・カーネギー財団の評議員を務めた。アンドリューはルイーズの助言により、1883年から1929年までに2500以上の図書館に助成を行った。
1919年に夫が亡くなった後もルイーズは、アメリカ赤十字社、アメリカYWCA、セント・ジョン・ザ・ディヴァイン大聖堂、多くの第二次世界大戦救援基金などに対して慈善活動を続け、ユニオン神学校に10万ドルを寄付した。
大型の恐竜、アパトサウルスの1種であるApatosaurus louisae（アパトサウルス・ロウイサエ）は、夫の援助でユタ州で発掘されたため、ルイーズの名が種小名に献名された。